# Cugand
Cugand korábbi község Franciaország Loire mente régiójában, Vendée megyében. Lakosainak száma 3746 fő (2022. január 1.). Cugand Boussay, Clisson, Gétigné, Saint-Hilaire-de-Clisson és La Bruffière községekkel határos.
2025. január 1-jén La Bernardière korábbi községgel egyesült és az így létrejött Cugand-la-Bernardière új község része lett.

## Népesség
A település népességének változása:
| Lakosok száma | 3366 | 3448 | 3563 | 3498 | 3531 | 3563 | 3633 | 3685 | 3746 |
|               | 2013 | 2015 | 2016 | 2017 | 2018 | 2019 | 2020 | 2021 | 2022 |